# Kabun Mutō
Pour les articles homonymes, voir Muto.
Kabun Mutō (武藤 嘉文, Mutō Kabun), né le 18 novembre 1926 à Kakamigahara et mort le 4 novembre 2009 à Tokyo, a été ministre des Affaires étrangères du Japon en 1993. Il a succédé à Michio Watanabe.

## Liens
- Notice dans un dictionnaire ou une encyclopédie généraliste :   - Munzinger
- Notices d'autorité :   - VIAF
  - ISNI
  - LCCN
  - GND
  - Japon
  - CiNii
  - WorldCat